# AFC Este
La AFC Este es la división del este de la Conferencia Americana de la National Football League. La división está compuesta por los New England Patriots, Miami Dolphins, Buffalo Bills y New York Jets.

## Historia
Cuando la división fue creada después de la fusión AFL-NFL de 1970, la división incluía a los Baltimore Colts, quienes se trasladaron a Indianápolis en 1984. Los Colts siguieron en la AFC Este hasta 2002 cuando se reorganizó la NFL, momento en el cual fueron cambiados a la AFC Sur.
Miami es el equipo ubicado más hacia el sur de la división (los demás están en el noreste). Todos los equipos tienen rivalidades históricas desde la época de la AFL. También es curioso que ninguno de los equipos juegue en su ciudad central, ya que representan su área metropolitana. Los New England Patriots juegan en el suburbio de Foxboro, cerca a Boston; Los Jets juegan en East Rutherford al norte de Nueva Jersey; Los Bills juegan en la villa de Orchard Park, cerca a la ciudad de Buffalo; Y los Dolphins juegan en Miami Gardens.

## Campeones de división
| Temp. | Equipo               | Récord | Resultado en los playoffs           |
| ----- | -------------------- | ------ | ----------------------------------- |
| 1970  | Baltimore Colts      | 11-2-1 | Ganó el Super Bowl V                |
| 1971  | Miami Dolphins       | 10-3-1 | Perdió el Super Bowl VI             |
| 1972  | Miami Dolphins       | 14-0-0 | Ganó el Super Bowl VII              |
| 1973  | Miami Dolphins       | 12-2-0 | Ganó el Super Bowl VIII             |
| 1974  | Miami Dolphins       | 11-3-0 | Perdió en los playoffs divisionales |
| 1975  | Baltimore Colts      | 10-4-0 | Perdió en los playoffs divisionales |
| 1976  | Baltimore Colts      | 11-3-0 | Perdió en los playoffs divisionales |
| 1977  | Baltimore Colts      | 10-4-0 | Perdió en los playoffs divisionales |
| 1978  | New England Patriots | 11-5-0 | Perdió en los playoffs divisionales |
| 1979  | Miami Dolphins       | 10-6-0 | Perdió en los playoffs divisionales |
| 1980  | Buffalo Bills        | 11-5-0 | Perdió en los playoffs divisionales |
| 1981  | Miami Dolphins       | 11-4-1 | Perdió en los playoffs divisionales |
| 19821 | Miami Dolphins       | 7-2-0  | Perdió el Super Bowl XVII           |
| 1983  | Miami Dolphins       | 12-4-0 | Perdió en los playoffs divisionales |
| 1984  | Miami Dolphins       | 14-2-0 | Perdió el Super Bowl XIX            |
| 1985  | Miami Dolphins       | 12-4-0 | Perdió el Campeonato de la AFC      |
| 1986  | New England Patriots | 11-5-0 | Perdió en los playoffs divisionales |
| 1987  | Indianapolis Colts   | 9-6-0  | Perdió en los playoffs divisionales |
| 1988  | Buffalo Bills        | 12-4-0 | Perdió el Campeonato de la AFC      |
| 1989  | Buffalo Bills        | 9-7-0  | Perdió en los playoffs divisionales |
| 1990  | Buffalo Bills        | 13-3-0 | Perdió el Super Bowl XXV            |
| 1991  | Buffalo Bills        | 13-3-0 | Perdió el Super Bowl XXVI           |
| 1992  | Miami Dolphins       | 11-5-0 | Perdió el Campeonato de la AFC      |
| 1993  | Buffalo Bills        | 12-4-0 | Perdió el Super Bowl XXVIII         |
| 1994  | Miami Dolphins       | 10-6-0 | Perdió en los playoffs divisionales |
| 1995  | Buffalo Bills        | 10-6-0 | Perdió en los playoffs divisionales |
| 1996  | New England Patriots | 11-5-0 | Perdió el Super Bowl XXXI           |
| 1997  | New England Patriots | 10-6-0 | Perdió en los playoffs divisionales |
| 1998  | New York Jets        | 12-4-0 | Perdió el Campeonato de la AFC      |
| 1999  | Indianapolis Colts   | 13-3-0 | Perdió en los playoffs divisionales |

| Temp. | Equipo               | Récord | Resultado en los playoffs           |
| ----- | -------------------- | ------ | ----------------------------------- |
| 2000  | Miami Dolphins       | 11-5-0 | Perdió en los playoffs divisionales |
| 2001  | New England Patriots | 11-5-0 | Ganó el Super Bowl XXXVI            |
| 2002  | New York Jets        | 9-7-0  | Perdió en los playoffs divisionales |
| 2003  | New England Patriots | 14-2-0 | Ganó el Super Bowl XXXVIII          |
| 2004  | New England Patriots | 14-2-0 | Ganó el Super Bowl XXXIX            |
| 2005  | New England Patriots | 10-6-0 | Perdió en los playoffs divisionales |
| 2006  | New England Patriots | 12-4-0 | Perdió el Campeonato de la AFC      |
| 2007  | New England Patriots | 16-0-0 | Perdió el Super Bowl XLII           |
| 2008  | Miami Dolphins       | 11-5-0 | Perdió en la ronda Wild Card        |
| 2009  | New England Patriots | 10-6-0 | Perdió en la ronda Wild Card        |
| 2010  | New England Patriots | 14-2-0 | Perdió los playoffs divisionales    |
| 2011  | New England Patriots | 13-3-0 | Perdió el Super Bowl XLVI           |
| 2012  | New England Patriots | 12-4-0 | Perdió el Campeonato de la AFC      |
| 2013  | New England Patriots | 12-4-0 | Perdió el Campeonato de la AFC      |
| 2014  | New England Patriots | 12-4-0 | Ganó el Super Bowl XLIX             |
| 2015  | New England Patriots | 12-4-0 | Perdió el Campeonato de la AFC      |
| 2016  | New England Patriots | 14-2-0 | Ganó el Super Bowl LI               |
| 2017  | New England Patriots | 13-3-0 | Perdió el Super Bowl LII            |
| 2018  | New England Patriots | 11-5-0 | Ganó el Super Bowl LIII             |
| 2019  | New England Patriots | 12-4-0 | Perdió en la ronda Wild Card        |
| 2020  | Buffalo Bills        | 13-3-0 | Perdió el Campeonato de la AFC      |
| 2021  | Buffalo Bills        | 11-6-0 | Perdió los playoffs divisionales    |
| 2022  | Buffalo Bills        | 13-3-0 | Perdió los playoffs divisionales    |
| 2023  | Buffalo Bills        | 11-6-0 | Perdió los playoffs divisionales    |
| 2024  | Buffalo Bills        | 13-4-0 | Perdió el Campeonato de la AFC      |

- 1Debido a la huelga de jugadores en 1982, la temporada regular se redujo a nueve partidos. Por lo tanto, la liga utilizó un torneo de playoffs especial que contaba con 16 equipos sólo para este año. La clasificación final de la división fue ignorada, donde los Miami Dolphins tuvieron el mejor récord de los equipos de la división.

## Clasificados a los playoffs vía Wild Card
| Temp. | Equipo                                            | Récord        | Resultado en los playoffs                                                                        |
| ----- | ------------------------------------------------- | ------------- | ------------------------------------------------------------------------------------------------ |
| 1970  | Miami Dolphins                                    | 10-4-0        | Perdió en los playoffs divisionales.                                                             |
| 1971  | Baltimore Colts                                   | 10-4-0        | Perdió el Campeonato de la AFC.                                                                  |
| 1974  | Buffalo Bills                                     | 9-5-0         | Perdió en los playoffs divisionales.                                                             |
| 1976  | New England Patriots                              | 11-3-0        | Perdió en los playoffs divisionales.                                                             |
| 1978  | Miami Dolphins                                    | 11-5-0        | Perdió en la ronda Wild Card.                                                                    |
| 1981  | New York Jets Buffalo Bills                       | 10-5-1 10-6-0 | Perdió en la ronda Wild Card. Perdió en los playoffs divisionales.                               |
| 19821 | New York Jets New England Patriots                | 6-3-0 5-4-0   | Perdió el Campeonato de la AFC. Perdió en la primera ronda.                                      |
| 1985  | New York Jets New England Patriots                | 11-5-0        | Perdió en la ronda Wild Card. Perdió el Super Bowl XX.                                           |
| 1986  | New York Jets                                     | 10-6-0        | Perdió en los playoffs divisionales.                                                             |
| 1990  | Miami Dolphins                                    | 12-4-0        | Perdió en los playoffs divisionales.                                                             |
| 1991  | New York Jets                                     | 8-8-0         | Perdió en la ronda Wild Card.                                                                    |
| 1992  | Buffalo Bills                                     | 11-5-0        | Perdió el Super Bowl XXVII.                                                                      |
| 1994  | New England Patriots                              | 10-6-0        | Perdió en la ronda Wild Card.                                                                    |
| 1995  | Indianapolis Colts Miami Dolphins                 | 9-7-0         | Perdió el Campeonato de la AFC. Perdió en la ronda Wild Card.                                    |
| 1996  | Buffalo Bills Indianapolis Colts                  | 10-6-0 9-7-0  | Perdió en la ronda Wild Card. Perdió en la ronda Wild Card.                                      |
| 1997  | Miami Dolphins                                    | 9-7-0         | Perdió en la ronda Wild Card.                                                                    |
| 1998  | Miami Dolphins Buffalo Bills New England Patriots | 10-6-0 9-7-0  | Perdió en los playoffs divisionales. Perdió en la ronda Wild Card. Perdió en la Ronda Wild Card. |

| Temp. | Equipo                       | Récord        | Resultado en los playoffs                                          |
| ----- | ---------------------------- | ------------- | ------------------------------------------------------------------ |
| 1999  | Buffalo Bills Miami Dolphins | 11-5-0 9-7-0  | Perdió en la ronda Wild Card. Perdió en los playoffs divisionales. |
| 2000  | Indianapolis Colts           | 10-6-0        | Perdió los ronda Wild Card.                                        |
| 2001  | Miami Dolphins New York Jets | 11-5-0 10-6-0 | Perdió en la Ronda Wild Card. Perdió en la ronda Wild Card.        |
| 2004  | New York Jets                | 10-6-0        | Perdió en los playoffs divisionales.                               |
| 2006  | New York Jets                | 10-6-0        | Perdió en la ronda de Wild Card.                                   |
| 2009  | New York Jets                | 9-7-0         | Perdió el Campeonato de la AFC.                                    |
| 2010  | New York Jets                | 11-5-0        | Perdió el Campeonato de la AFC.                                    |
| 2016  | Miami Dolphins               | 10-6-0        | Perdió en la ronda Wild Card.                                      |
| 2017  | Buffalo Bills                | 9-7-0         | Perdió en la ronda Wild Card.                                      |
| 2019  | Buffalo Bills                | 10-6-0        | Perdió en la ronda Wild Card.                                      |
| 2021  | New England Patriots         | 10-7-0        | Perdió en la ronda Wild Card.                                      |
| 2022  | Miami Dolphins               | 9-8-0         | Perdió en la ronda Wild Card.                                      |
| 2023  | Miami Dolphins               | 11-6-0        | Perdió en la ronda Wild Card.                                      |

- 1Debido a la huelga de jugadores en 1982, la temporada regular se redujo a nueve partidos. Por lo tanto, la liga utilizó un torneo de playoffs especial que contaba con 16 equipos sólo para este año. La clasificación final de la división fue ignorada, donde los Miami Dolphins tuvieron el mejor récord de los equipos de la división.

## Resultados en los playoffs desde el 1960
Estadísticas actualizadas hasta la temporada 2024.
| Equipo               | Campeonatos Divisionales | Clasificaciones a Playoffs | Apariciones en Super Bowl                                             | Victorias en Super Bowl                   | Temporadas campeonatos divisionales                                                                                                |
| -------------------- | ------------------------ | -------------------------- | --------------------------------------------------------------------- | ----------------------------------------- | --- |
| New England Patriots | 22                       | 28                         | 11 (XX, XXXI, XXXVI, XXXVIII, XXXIX, XLII, XLVI, XLIX, LI, LII, LIII) | 6 (XXXVI, XXXVIII, XXXIX, XLIX, LI, LIII) | 1963, 1978, 1986, 1996, 1997, 2001, 2003, 2004, 2005, 2006, 2007, 2009, 2010, 2011, 2012, 2013, 2014, 2015, 2016, 2017, 2018, 2019 |
| Buffalo Bills        | 15                       | 25                         | 4 (XXV, XXVI, XXVII, XXVIII)                                          | 0                                         | 1964, 1965, 1966, 1980, 1988, 1989, 1990, 1991, 1993, 1995, 2020, 2021, 2022, 2023, 2024                                           |
| Miami Dolphins       | 13                       | 25                         | 5 (VI, VII, VIII, XVII, XIX )                                         | 2 (VII, VIII)                             | 1971, 1972, 1973, 1974, 1979, 1981, 1983, 1984, 1985, 1992, 1994, 2000, 2008                                                       |
| Indianapolis Colts   | 6                        | 10                         | 1 (V)                                                                 | 1 (V)                                     | 1970, 1975, 1976, 1977, 1987, 1999                                                                                                 |
| New York Jets        | 4                        | 14                         | 1 (III)                                                               | 1 (III)                                   | 1968, 1969, 1998, 2002 |
| Houston Oilers       | 4                        | 5                          | 0                                                                     | 0                                         | 1960, 1961, 1962, 1967 |

- Oilers dejaron la división en 1969, Colts en 2001.